# Xena Longenová
Xena Longenová (n. 3 august 1891, Strakonice, Boemia de Sud, Cehia – d. 23 mai 1928, Praga, Cehoslovacia), născută Polyxena Marková, a fost o actriță cehă de teatru și de cabaret. De asemenea, a jucat într-un singur film mut, Prach a broky (1926), care a fost regizat de Premysl Prazský.

## Tinerețe
Xena Longenová s-a născut la 3 august 1891, la Strakonice ca Polyxena Marková. A fost fiica actorului Antonín Marek (1862 - 1938) și sora mai mică a actorilor Vladimir Marek (1884 - 1934) și Adolf Marek (1882 - 1939).

## Carieră
Longenová a fost o actriță populară de scenă, apărând deseori alături de soțul său, care era tot actor, în cabaretele din Praga, dar și din Paris, Berlin, Brno și Ljubljana. După întoarcerea la Praga, Longen a fondat cabaretul Bum în 1920 și mai târziu teatrul Revoluční scéna (Scena revoluționară). Ea a jucat rolul principal în adaptarea soțului său a piesei lui Egon Erwin Kisch, Nanebevstoupení Tonky Šibenice (Ascensiunea lui Tonka Šibenice). A apărut într-un singur film, un film mut de comedie, Prach a broky (1926, acum considerat film pierdut).
Începând cu anul 1923, cuplul Longen a jucat în teatrul Vlasty Buriana.

## Viata personala
S-a căsătorit cu scriitorul, artistul și actorul Emil Artur Longen⁠(cz)[traduceți] (născut Emil Pittermann) în 1910.   Longenová, nefericită de căsătoria ei a folosit cocaină și morfină pentru a se sinucide în 1928, la vârstă de 36 de ani, la Praga. Nepoata ei a fost actrița Heda Marková. 
E. A. Longen a scris un roman bazat pe povestea soției sale, The Actress. Franta Sauer a scris o biografie a familiei Longen, Emil Artur Longen a Xena (1936).